# Nesophrosyne
Nesophrosyne är ett släkte av insekter. Nesophrosyne ingår i familjen dvärgstritar.

## Dottertaxa tillNesophrosyne, i alfabetisk ordning[1]
- Nesophrosyne affinis
- Nesophrosyne albicosta
- Nesophrosyne angulifera
- Nesophrosyne bicolorata
- Nesophrosyne bobeae
- Nesophrosyne caelicola
- Nesophrosyne cinerea
- Nesophrosyne comma
- Nesophrosyne craterigena
- Nesophrosyne cuprescens
- Nesophrosyne eburneola
- Nesophrosyne ehu
- Nesophrosyne furculata
- Nesophrosyne giffardi
- Nesophrosyne gouldiae
- Nesophrosyne haleakala
- Nesophrosyne halemanu
- Nesophrosyne ignigena
- Nesophrosyne imbricola
- Nesophrosyne insularis
- Nesophrosyne koleae
- Nesophrosyne lineata
- Nesophrosyne mabae
- Nesophrosyne marginalis
- Nesophrosyne maritima
- Nesophrosyne milu
- Nesophrosyne monticola
- Nesophrosyne montium
- Nesophrosyne montivaga
- Nesophrosyne myrsines
- Nesophrosyne nimbicola
- Nesophrosyne nimbigena
- Nesophrosyne notatula
- Nesophrosyne nubigena
- Nesophrosyne nuenue
- Nesophrosyne obliqua
- Nesophrosyne oceanides
- Nesophrosyne oneanea
- Nesophrosyne opalescens
- Nesophrosyne oreadis
- Nesophrosyne palolo
- Nesophrosyne paludicola
- Nesophrosyne palustris
- Nesophrosyne pele
- Nesophrosyne peleae
- Nesophrosyne perkinsi
- Nesophrosyne pipturi
- Nesophrosyne pluvialis
- Nesophrosyne ponapona
- Nesophrosyne procellaris
- Nesophrosyne ryukyuensis
- Nesophrosyne sanguinea
- Nesophrosyne signatula
- Nesophrosyne silvicola
- Nesophrosyne silvigena
- Nesophrosyne sinuata
- Nesophrosyne touchardii
- Nesophrosyne ulaula
- Nesophrosyne umbratilis
- Nesophrosyne umbricola
- Nesophrosyne umbrigena